# Strázsa
Strázsa (szlovákul Stráže pod Tatrami, németül Michelsdorf) egykor önálló város, ma Poprád keleti településrésze az Eperjesi kerület Poprádi járásában. Mintegy 600 lakosa van.

## Története
Az egykori szepesi 16 város legkisebbikéről szóló első írásos emlék 1276-ból származik. Lakói elsősorban mezőgazdaságból éltek. 1412 és 1772 között Lengyelországnak volt elzálogosítva.
Neve az őr, őrség jelentésű szláv eredetű strázsa szóból származik, és valószínűleg a korai magyar állam határvidékének (a gyepűnek) az őrzésével foglalkozó lakóira utal.
A 18. század végén Vályi András így ír róla: „MICHELSDORF. Stracsa, Michaelis Villa. Egy a’ 16 Városok közűl Szepes Vármegy. lakosai katolikusok, és evangelikusok, fekszik Poprádnak szomszédságában. Hajdan sokkal nevezetesebb, ’s gazdag Város vala; mostani lakosai leg inkább gazdáskodás, és kézi mesterség folytatása által élősködnek határjának egy része tsupán zabot terem, más része meg lehetős, legelője szoross, fája kevés, itatója alkalmatlan.”
Fényes Elek 1851-ben kiadott geográfiai szótárában így ír a városról: „Sztrázsa, Michaelis Villa, Michelsdorf, Szepes várm., a Poprád jobb partján, a szepesi XVI városokhoz tartozik, Késmárkhoz délre 1 1/2 mfdnyire, 103 kath., 556 evang. német lak. Evang. anya-, kath. fióktemplom. Határa igen szűk; lakosai kézművességből, pálinkafőzésből s földmivelésből élnek.”
A trianoni diktátumig Szepes vármegye Szepesszombati járásához tartozott, majd Csehszlovákiához csatolták.
A kisvárost 1960-ban csatolták Poprádhoz.

## Látnivalók
Meghatározó épületei a felújított egykori városháza és a 14. századból származó gótikus stílusú Keresztelő Szent János templom.

## Híres emberek
- Itt született 1818. augusztus 20-án Fornet Kornél mérnök, 1848-as honvédőrnagy, amerikai polgárháborús ezredes.

## Fordítás
- Ez a szócikk részben vagy egészben a Stráže pod Tatrami című szlovák Wikipédia-szócikk ezen változatának fordításán alapul.  Az eredeti cikk szerkesztőit annak laptörténete sorolja fel. Ez a jelzés csupán a megfogalmazás eredetét és a szerzői jogokat jelzi, nem szolgál a cikkben szereplő információk forrásmegjelöléseként.

## Lásd még
- Poprád
- Felka
- Mateóc
- Szepesszombat